# جيرالد الكسندر
جيرالد الكسندر (بالإنجليزية: Gerald Alexander)‏ هو لاعب كرة قاعدة أمريكي، ولد في 26 مارس 1968 في باتون روج في الولايات المتحدة.

## وصلات خارجية
- جيرالد الكسندر على موقعبيزبول رفرنس.كوم (الدوري الرئيسي) (الإنجليزية)
- جيرالد الكسندر على موقعبيزبول رفرنس.كوم (الدوري الثانوي) (الإنجليزية)
- جيرالد الكسندر على موقع مشجعي الرسوم البيانية (الإنجليزية)